# 오늘 밤 1라디오
《오늘 밤 1라디오》는 KBS 1라디오(전국, 수도권 기준 FM 97.3MHz, AM 711kHz)에서 매주 평일 오후 10시 5분에 방송 중인 심야 시사 프로그램이다. 단, 이 프로그램은 모두 전국방송이다.

## 방송 시간
매주 평일 오후 10시 5분 ~ 오후 10시 58분

## 역대 방송시간
| 방송 채널   | 방송 기간                        | 방송 시간                |
| ----------- | -------------------------------- | ------------------------ |
| KBS 1라디오 | 2024년 1월 1일 ~ 2025년 4월 11일 | 평일 밤 10:05 ~ 밤 11:52 |
| KBS 1라디오 | 2025년 4월 14일 ~ 현재           | 평일 밤 10:05 ~ 밤 10:58 |

## DJ

### 월~목요일
- 이영호 KBS 아나운서

### 금요일
- 태의경 KBS 아나운서

## 참고 사항
- 클로징, 시보음 없이 매년 12월 31일 TV로 수중계를 통해 서울 보신각 제야의 종 타종 실황이 중계 방송된다.